# Gazarenos Koloneiates
Gazarenos (mittelgriechisch Γαζαρηνός, auch Zagorenos; † ca. März 824), Beiname Kolon(e)iates, war ein byzantinischer Rebell und Gefolgsmann des Gegenkaisers Thomas des Slawen.

## Leben
Nachdem Kaiser Leo V. im Dezember 820 auf Veranlassung des Generals Michael ermordet worden war, rebellierte Thomas gegen den neuen Machthaber in Konstantinopel und ließ sich mit Unterstützung durch das erstarkte Paulikianertums in Kleinasien und mit Rückendeckung des Kalifen Al-Ma'mun ebenfalls zum Kaiser krönen. Während des Aufstands war Gazarenos Koloneiates – der Beiname lässt auf eine Herkunft aus Koloneia schließen – Kommandant der Festung Saniana in der Nähe von Ankyra am Westufer des Halys im Grenzgebiet der Themen Bukellarion, Anatolikon und Armeniakon.
Nach der Gefangennahme und Hinrichtung des Thomas und dessen Mitregenten Anastasios im Herbst 823 weigerte sich Gazarenos, die Festung an Kaiser Michael II. zu übergeben. Dieser bot ihm für die Aufgabe seines Widerstands per Chrysobull die Würde eines Magistros an, doch lehnte Gazarenos dies ab und unternahm weiterhin von seinem Stützpunkt aus Raubzüge. Michael gelang es, einen geistlichen Untergebenen des Gazarenos namens Oikonomos zum Verrat zu bewegen, indem er ihm die Ernennung zum Metropoliten von Neokaisareia in Aussicht stellte. Oikonomos sorgte daraufhin dafür, dass Gazarenos keinen Einlass mehr in Saniana bekam. Beim Versuch, ins Kalifat der Abbasiden nach Syrien zu fliehen, wurde der Rebell gefasst und hingerichtet.
Ein weiterer Unterstützer des Thomas, Choireas, konnte sich ebenfalls bis ins Frühjahr 824 in Lykaonien behaupten, um anschließend das gleiche Schicksal wie Gazarenos zu erleiden.